# Phil Neville
Philip John Neville (Bury, Engeland, 21 januari 1977) is een Engels voetbaltrainer en voormalig profvoetballer die doorgaans als verdediger of verdedigende middenvelder speelde. Hij speelde van 1994 tot 2005 voor Manchester United en van 2005 tot en met 2013 voor Everton. Neville was van 1996 tot en met 2007 international in het Engels voetbalelftal, waarvoor hij 59 interlands speelde.
Neville is de jongere broer van Gary Neville en een tweeling met Tracey Neville. Hij was bij Everton aanvoerder. Neville won met Manchester United zes keer de titel, drie keer de FA Cup, drie keer de FA Community Shield, een keer de UEFA Champions League en een keer de wereldbeker. Hij speelde met rugnummer 18.

## Clubcarrière
Neville debuteerde in 1994 in het betaald voetbal in het shirt van Manchester United. Daar brak hij net als zijn broer Gary door. Hij speelde elf jaar voor Manchester United. In 2005 ging hij voor een jaarsalaris van 3,5 miljoen naar Everton, waar hij aanvoerder werd. Met die club stond hij op 30 mei 2009 in de finale van de strijd om de FA Cup. Daarin verloor de ploeg van trainer-coach David Moyes met 2-1 van Chelsea door goals van Didier Drogba en Frank Lampard.

## Interlandcarrière
In 1996 werd hij voor het eerst opgeroepen voor het Engels voetbalelftal. Hij maakte op 23 mei 1996 onder leiding van bondscoach Terry Venables zijn debuut, in een oefeninterland tegen China, net als verdediger Ugo Ehiogu (Aston Villa). Deze wedstrijd eindigde in 3-0 dankzij goals van Nick Barmby (2) en Paul Gascoigne. In totaal speelde hij 59 interlands voor zijn vaderland.

## Trainerscarrière
Neville begon zijn trainerscarrière op 1 februari 2012 als assistent-bondscoach bij het Engels voetbalelftal onder 21. Op 4 juli 2013 werd Neville aangesteld als assistent-trainer bij Manchester United. Op 1 juli 2015 werd Neville aangesteld als assistent-trainer van Valencia. Op 23 januari 2018 werd Neville aangesteld als bondscoach van het Engels vrouwenelftal. Op 18 januari 2021 tekende Neville een contract als hoofdtrainer bij Inter Miami.

## Salford City FC
Neville is, net als zijn broer Gary, mede-eigenaar van het Engelse Salford City.

## Erelijst
Als speler
| Competitie            |                   |                                                      |                   |                   |
| Competitie            | Aantal            | Jaren                                                |                   |                   |
| Manchester United     | Manchester United | Manchester United                                    | Manchester United | Manchester United |
| --------------------- | ----------------- | ---------------------------------------------------- | ----------------- | ----------------- |
| Mondiaal              |                   |                                                      |                   |                   |
| Intercontinental Cup  | 1x                | 1999                                                 |                   |                   |
| Internationaal        |                   |                                                      |                   |                   |
| UEFA Champions League | 1x                | 1998/99                                              |                   |                   |
| Nationaal             |                   |                                                      |                   |                   |
| Premier League        | 6x                | 1995/96, 1996/97, 1998/99, 1999/00, 2000/01, 2002/03 |                   |                   |
| FA Cup                | 3x                | 1995/96, 1998/99, 2003/04                            |                   |                   |
| FA Community Shield   | 3x                | 1996, 1997, 2003                                     |                   |                   |

Individueel
- Jimmy Murphy Young Player of the Year: 1993/94